# T. R. Seshadri
T. R. Seshadri (Thiruvenkata Rajendra Seshadri; * 2. Februar 1900 in Kulitalai, Distrikt Tiruchirappalli; † 27. September 1975 in Neu-Delhi) war ein indischer Chemiker.

## Leben
Er war der Sohn eines Lehrers und studierte ab 1917 am Presidency College in Madras, war nach dem Abschluss kurz Lehrer und dann wieder in der Abteilung Chemie am Presidency College. Ab 1927 war er an der University of Manchester bei Robert Robinson. Er folgte diesem ans University College London, an dem er 1929 promoviert wurde. Als Post-Doktorand war er bei Fritz Pregl in Graz und bei George Barger in Edinburgh. 1930 war er wieder in Madras und ging an das Forschungsinstitut für Landwirtschaft in Coimbatore, wo er Böden analysierte. Ab 1933 war er an der Andhra University in Waltair, an der er 1937 Professor für Chemie wurde und eine Abteilung für Pharmazie aufbaute. Von 1949 bis zur Emeritierung 1965 war er Leiter der Chemie-Fakultät an der University of Delhi. Nach seiner Emeritierung konzentrierte er sich auf die Forschung.
Er erforschte Wirkstoffe in indischen Heilpflanzen und Naturpflanzen, sowohl Isolierung, Strukturaufklärung als auch Synthese und Bestimmung der Wirksamkeit als Medikament, Insektizid oder in anderen Anwendungen.

## Ehrungen
1960 wurde er Fellow der Royal Society. 1961 wurde er zum Mitglied der Deutschen Akademie der Naturforscher Leopoldina gewählt. 1963 wurde er mit dem Padma Bhushan ausgezeichnet.